# Северин (Лодзинське воєводство)
Северин (пол. Seweryn) — село в Польщі, у гміні Каменськ Радомщанського повіту Лодзинського воєводства.
У 1975-1998 роках село належало до Пйотрковського воєводства.